# Yawata
Pour la ville de la Préfecture de Kyoto, voir Yawata (Kyoto).
Yawata (八幡町, Yawata-machi) est un ancien bourg du district d'Akumi (préfecture de Yamagata), dans le nord de l'île de Honshū, au Japon.

## Géographie

### Démographie
En 2003, la population de Yawata s'élevait à 7 114 habitants répartis sur une superficie de 204,76 km2 (densité de population de 35 hab./km2).

## Histoire
En novembre 2005, Yawata a fusionné avec la ville voisine de Sakata.